# Epiebnerita
L'epiebnerita és un mineral de la classe dels fosfats.

## Característiques
L'epiebnerita és un fosfat de fórmula química (NH₄)Zn(PO₄). Va ser aprovada com a espècie vàlida per l'Associació Mineralògica Internacional en el mes d’octubre de l'any 2023, i publicada en el mes de març de l'any següent. Cristal·litza en el sistema monoclínic. És un mineral dimorf de l'ebnerita.
Les mostres que van servir per a determinar l'espècie, el que es coneix com a material tipus, es troben conservades a les col·leccions mineralògiques del Museu d'Història Natural del Comtat de Los Angeles, a Los Angeles (Califòrnia) amb els números de catàleg: 76294, 76295, 76296 i 76297.

## Formació i jaciments
Va ser descoberta a la mina Rowley, situada a la localitat de Theba, dins el districte miner de Painted Rock del comtat de Maricopa (Arizona, Estats Units). Aquesta mina estatunidenca és l'únic indret de tot el planeta on ha estat descrita aquesta espècie mineral.